# Ameiva septemlineata
Ameiva septemlineata är en ödleart som beskrevs av  Duméril 1851. Ameiva septemlineata ingår i släktet Ameiva och familjen tejuödlor. Inga underarter finns listade i Catalogue of Life.